# Jean Baptiste Calvignac
Jean Baptiste Calvignac (Carmaux, 4 de octubre de 1854 - 2 de abril de 1934) siendo menor de edad, se incorporó a la Sociedad de Mineros de Carmaux a los 19 años como un instalador. Lanzado a principios de la política, se convirtió en un concejal a la edad de 30 años y fue elegido alcalde en 38 años. Sigue siendo uno de los más emblemáticos de la ciudad, toda su vida se dedicó a la defensa de menores y desarrollo de las ideas socialistas y seculares. Murió en 1934 a los 80 años. 

## La Huelga de Carmaux
En la mitad de su administración municipal fue despedido por el Marques de Solages ya que decía que faltaba a su trabajo para cubrir sus deberes como alcalde.Como respuesta a esta agresión los trabajadores mineros se lanzaron a la huelga. De forma inmediata el gobierno envía un contingente represivo de 1.500 soldados con el fin de sofocar la rebelión.Gracias a la intervención de Jean Jaurès el gobierno dicta un veredicto a favor de Calvignac y obliga a Solages a dimitir de su cargo como diputado y como patrón de la fábrica minera.
Como consecuencia Jaures es elegido como diputado por los mineros de la cuenca de Carmaux.

## Información adicional
- Biografía de Juares/Calvignac
- Foto de Calvignac a los 38 y 75 años

- Datos: Q3163930
- Multimedia: Jean-Baptiste Calvignac / Q3163930